# Орлеан (графство)
Графство Орлеан (comes Aurelianensium) наследява 
меровингското Кралство Орлеан.
От 987 г. то е собственост на Хуго Капет, става част от Domaine royal (Кралска земя) и така става, заедно с Графство Етамп, една от главните собствености на френската корона по това време.
От 14 век Графството Орлеан като Херцогство Орлеан се дава на членовете на кралската фамилия.

## Списък на владетелите

### Графове на Орлеан
- ???-822 Адриан (Hadrian; † 822), син на Геролд от Винцгау, брат на Хилдегард, граф на Орлеан ∞ Валдрада от род Гвидони
  - Валдрада от Вормс (Вилтруда Орлеанска), дъщеря, наследничка на Адриан ∞ Роберт III (Рутперт), граф в Оберхайнгау и Вормс († пр. 834) (Робертини)
- 822-827 ???
- 827-830 Матфрид I (795-836) граф на Орлеан, свален февруари 828 (Матфриди)
- 830-834 Одо Орлеански (X 834), 821-826 граф в Лангау, 828-834 граф на Орлеан, ∞ Ингелтруда, дъщеря на Leuthard, граф на Фезенсак (Матфриди)
- 834-866 Вилхелм Орлеански
- 866-??? Робер IV Силни
- ???-882 Матфрид II (820-882), граф на Орлеан, син на Матфрид I
  - Aubry, 886 вицеграф на Орлеан

### Робертини
- Робер I (X 923), внук на Вилтруда от Орлеан, 893 граф на Орлеан, 922 крал на Франция
- Хуго Велики († 956), 922 херцог на Неустрия, граф на Орлеан, син на Робер I
- Хуго Капет († 996) 956 граф на Поату, граф на Орлеан, 987 крал на Франция, син на Хуго Велики

### Вицеграфове на Орлеан
- Aubry (Albericus), Vicomte d’Orléans 886 (Монморанси)
- Geoffroy (Gaufredus), Vicomte d’Orléans 933/942, вероятно негов син
- Aubry (Albericus), Vicomte d‘Orléans 957/966, вероятно негов син